# Liana Del Balzo
Liana Del Balzo, pseudònim d'Eliana Del Balzo (Buenos Aires, Argentina, 4 de març de 1899 – Roma, Itàlia, 26 de març de 1982) fou una actriu italiana.
D'origen humil, va néixer a l'Argentina, filla d'uns immigrants italians. Després dels seus estudis a Buenos Aires va tornar a Itàlia amb la seva família a mitjans dels anys 10; fou llavors quan va començar a interessar-se per la interpretació. Va iniciar una intensa activitat teatral amb en Sergio Tofano, en Vittorio De Sica, n'Evi Maltagliati i en Luigi Cimara. Per poder finançar unes coratjoses empreses teatrals va començar a fer feina en el cinema l'any 1935, tenguent un petit paper a la pel·lícula Casta diva, (1935), de na Carmine Gallone.
Va tenir moltes més experiències cinematogràfiques al llarg dels anys trenta i quaranta, però va obtenir-ne de més importants en els anys cinquanta i seixanta, quan va aparèixer a pel·lícules celebèrrimes com Bravissimo (1955), d'en Luigi Filippo D'Amico; Ben Hur (1959), d'en William Wyler; Totò, Fabrizi e i giovani d'oggi, (1960), d'en Mario Mattoli; Il disco volante, (1964), d'en Tinto Brass i Profondo rosso, (1975), d'en Dario Argento.
Va fer feina incansablement fins a la seva mort, ocorreguda la primavera de 1982.

## Filmografia
| - La luna - (1979) - la germana del mestre - Il vizietto - (1978) - Roig fosc (Profondo rosso) - (1975) - Elvira - Il gatto di Brooklyn aspirante detective - (1973) - Colpo grosso, grossissimo... anzi probabile - (1972) - La primera nit de tranquil·litat (La prima notte di quiete) - (1972) - senyora Dominici - Novelle galeotte d'amore - (1972) - Un omicidio perfetto a termine di legge - (1971) - L'inafferrabile invincibile Mr. Invisibile - (1970) - Shango, la pistola infallibile - (1970) - Peno - Infanzia, vocazione e prime esperienze di Giacomo Casanova, veneziano - (1969) - la dona que escolta el sermó - Zorro alla corte d'Inghilterra - (1969) - la senyora de la festa - La bisbetica domata - (1967) - petit paper - Il disco volante - (1964) - la mare de na Dolores - I gemelli del Texas - (1964) - la mare de na Malanza - La donna degli altri è sempre più bella - (1963) - petit paper - Venus imperial (Venere imperiale) - (1963) - princesa Borghese - Disneyland - (1962) - sèrie de televisió - la comtessa Della Scala, (dos episodis) - Sodoma e Gomorra - (1962) - la rica senyora hebrea - I masnadieri - (1961) - petit paper - Cinque giorni in contanti - (1961) - petit paper - Totò, Fabrizi e i giovani d'oggi - (1960) - la tia - Apocalisse sul fiume giallo - (1960) - I cosacchi - (1960) - L'ultimo zar - (1960) - Ben Hur - (1959) - la dida - Il moralista - (1959) - la baronessa - Le cameriere - (1959) - Valeria ragazza poco seria - (1958) - La dona més bonica del món (La donna più bella del mondo) - (1956) - Bravissimo - (1955) - I cavalieri della regina - (1954) - Carosello napoletano - (1954) - petit paper - Una donna prega - (1954) la portera tafanera - Giuseppe Verdi - (1953) - Fanciulle di lusso - (1953) - la princesa De Vick-Beranger - Don Lorenzo - (1952) - Il romanzo della mia vita - (1952) - Moglie per una notte - (1952) - Altri tempi - (1952) - Quo vadis - (1951) - la sacerdotessa - Amore e sangue - (1951) - Una bruna indiavolata - (1951) - la mare d'en Giulio - Sette ore di guai - (1951) - petit paper | - Il ladro di Venezia - (1950) - Madonna - Romanzo d'amore - (1950) - l'hoste - Strano appuntamento - (1950) - I pirati di Capri - (1949) - Totò cerca casa - (1949) - la comtessa - Santo disonore - (1949) - petit paper - Il fiacre N. 13 - (1948) - Eugenia Grandet - (1947) - I fratelli Karamazov - (1947) - L'apocalisse - (1946) - Il diavolo va in collegio - (1944) - senyora Testones - Apparizione - (1943) - Susanna, la governanta - Sempre più difficile - (1943) - la directora del col·legi - La danza del fuoco - (1943) - Harlem - (1943) - Sette anni di felicità - (1943) - la cantant sobre el camió - La donna del peccato - (1942) - La signorina - (1942) - Miliardi, che follia! - (1942) - una convidada a la festa - La principessa del sogno - (1942) - una amiga de la cantant lírica - Soltanto un bacio - (1942) - una convidada a la festa - Santa Maria - (1942) - una passatgera al vaixell - È caduta una donna - (1941) - la veïnada - Il re si diverte - (1941) - - I mariti - (1941) - Orizzonte dipinto - (1941) - Caravaggio, il pittore maledetto - (1941) - Tosca - (1941) - la dama de companyia de la marquesa - Idillio a Budapest - (1941) - La fanciulla di Portici - (1940) - la duquessa Carafa - La canzone rubata - (1940) - - Kean - (1940) - una convidada al ball - Centomila dollari - (1940) - miss Vernon - Noi siamo le colonne - (1940) - Scandalo per bene - (1940) - Le educande di Saint-Cyr - (1939) - la mestra de música - Torna, caro ideal! - (1939) - madame de Villet - Finisce sempre così - (1939) - la cambrera de l'alberg - Eravamo sette vedove - (1939) - la passatgera - Il sogno di Butterfly - (1939) - Una moglie in pericolo - (1939) - una convidada a noces - Ballo al castello - (1939) - Casta diva - (1935) |